# Burt Lancaster

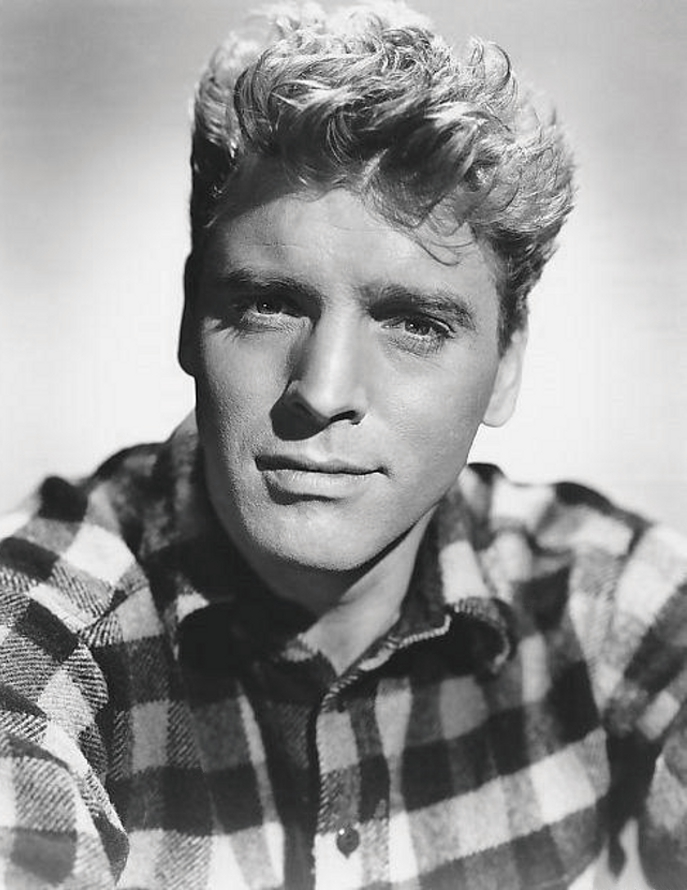
Burt Lancaster (1947)

Burton „Burt“ Stephen Lancaster (* 2. November 1913 in New York; † 20. Oktober 1994 in Century City, Los Angeles) war ein US-amerikanischer Filmschauspieler und Filmproduzent. Lancaster wurde zunächst durch Thriller, Western und Abenteuerfilme wie Rächer der Unterwelt (1946), Der rote Korsar (1952) und Vera Cruz (1954) berühmt. Seit den 1950er-Jahren profilierte er sich aber auch als Charakterdarsteller in Filmklassikern wie Verdammt in alle Ewigkeit (1953), Urteil von Nürnberg (1961) und Der Leopard (1963). Für seine Rolle in Elmer Gantry (1960) wurde er mit dem Oscar als bester Hauptdarsteller ausgezeichnet.

## Leben und Werk

### 1913–1946

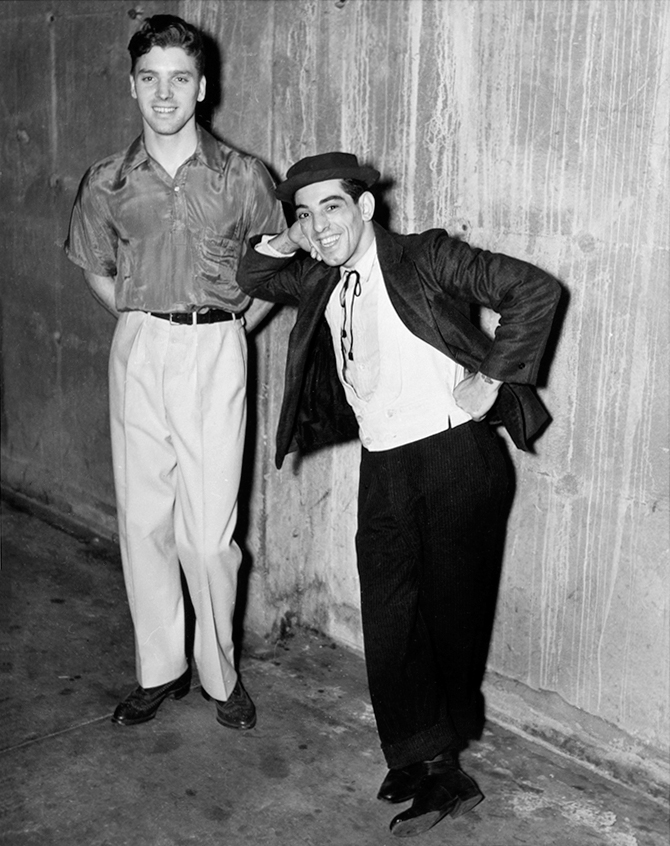
Burt Lancaster (links) und Nick Cravat (zwischen 1935 und 1938)

Burt Lancaster wurde 1913 in New York als Sohn eines Postangestellten geboren. Als Kind eher schmächtig, entwickelte er während der Pubertät ein starkes Interesse an Sport und Athletik. Zusammen mit seinem Freund Nick Cravat, den er im Alter von neun Jahren kennengelernt hatte, bildete er sich zu einem professionellen Akrobaten aus. Ab 1932 führten die beiden Jugendfreunde unter dem Namen „Lang & Cravat“ Zirkusnummern auf und waren unter anderem als Trapezkünstler und Hochseilartisten zu sehen. 1935 heiratete Lancaster seine Zirkuskollegin June Ernst. Die Ehe blieb kinderlos und wurde 1946 geschieden.
Verletzungsbedingt musste Lancaster seine Arbeit als Akrobat 1941 aufgeben. Bis 1942 arbeitete er unter anderem als Verkäufer für Damenunterwäsche, in einer Kühlschrankfabrik sowie für ein New Yorker Konzertbüro und wurde dann zum Kriegsdienst eingezogen. Während seiner dreijährigen Dienstzeit war er auch als Organisator und Darsteller verschiedener Bühnenprogramme und Shows für die Unterhaltung der Soldaten zuständig.
Im September 1945 wurde Lancaster aus der Armee entlassen. Kurz darauf begegnete er in einem Aufzug zufällig einem Theaterproduzenten, der nach einem Schauspieler suchte, der in dem Bühnenstück A Sound of Hunting die Rolle eines Sergeants spielen konnte. Obwohl Lancaster keine Schauspielausbildung hatte, erhielt er die Rolle.
Das Bühnenstück wurde zwar nach drei Wochen wieder abgesetzt, aber Talentsucher aus Hollywood wurden auf Lancaster aufmerksam, den Kritiker für seine darstellerischen Fähigkeiten und seine Bühnenpräsenz lobten. Innerhalb kurzer Zeit erhielt der 32-jährige Lancaster sieben Filmangebote. Er lernte seinen langjährigen Künstleragenten und Produktionspartner Harold Hecht kennen. Anfang 1946 absolvierte Lancaster in Hollywood erfolgreich einen Leinwandtest und unterschrieb einen Vertrag bei dem erfahrenen Produzenten Hal B. Wallis, der ihm 10.000 Dollar Prämie und danach 1.250 Dollar pro Woche zahlte. Im selben Jahr heirateten Burt Lancaster und Norma Anderson. Die Ehe wurde 1969 geschieden. Aus der Ehe gingen fünf Kinder hervor.

### 1946–1950
Der Produzent Mark Hellinger, der die ersten Leinwandtests von Lancaster zu sehen bekam, engagierte ihn für seinen Film Rächer der Unterwelt. Der Film, der nach einer Hemingway-Vorlage unter der Regie von Robert Siodmak (1946) entstand, wurde zu einem Klassiker des Film noir und machte den jungen Darsteller mit einem Schlag bekannt. Während andere Schauspieler oft Jahre und Jahrzehnte brauchten, um sich in Hollywood durchzusetzen, konnte sich Lancaster bereits mit seinem ersten Film als neuer Star hervortun.
1947 wurde Lancaster die Hauptrolle in der Uraufführung des Theaterstücks Endstation Sehnsucht angeboten. Da die Produzenten seinen Gagenforderungen nicht nachkommen wollten, ging die Rolle an Marlon Brando, der damit seine Karriere begründete.
Lancasters zweiter Film war Desert Fury – Liebe gewinnt, in dem er als Polizist zu sehen war, der sich in die Tochter einer reichen Kasinobesitzerin verliebt. Danach trat er in dem Gefängnisdrama Zelle R 17 auf und war 1948 in einem weiteren Film noir, Vierzehn Jahre Sing-Sing, zu sehen. Hier agierte er zum ersten Mal an der Seite seines späteren langjährigen Schauspielpartners Kirk Douglas, mit dem ihn von da an eine enge persönliche Freundschaft verband. Douglas war wie er selbst bei Hal B. Wallis unter Vertrag. Bei Kritik und Publikum ebenfalls erfolgreich war Du lebst noch 105 Minuten (1948), ein weiterer Film noir, in dem ein Ehemann (Lancaster) die Ermordung seiner ans Bett gefesselten Frau (Barbara Stanwyck) plant. Für Alle meine Söhne (1948) nach dem gleichnamigen Theaterstück von Arthur Miller stand Lancaster mit Edward G. Robinson vor der Kamera. In seiner Autobiographie charakterisierte Robinson Lancaster später als einen Schauspieler, der „durch tierische Vitalität … zum Star wurde“.
1948 gründete Lancaster zusammen mit Harold Hecht und dem Filmproduzenten James Hill die Produktionsfirma Hecht-Hill-Lancaster, die einen Vertriebsvertrag mit dem Filmunternehmen United Artists aushandelte. Bis in die 1960er Jahre produzierten Hecht-Hill-Lancaster zahlreiche Filme des Schauspielers. Nachdem Bis zur letzten Stunde und Gewagtes Alibi (1949) ohne große Resonanz geblieben waren, war Lancaster mit dem farbenfrohen Abenteuerfilm Der Rebell (1950) an den Kinokassen sehr erfolgreich. Der blonde, athletische Darsteller etablierte sich als Mantel-und-Degen-Held in der Tradition von Errol Flynn und agierte als draufgängerischer Freiheitskämpfer in der mittelalterlichen Lombardei. Mit seinem ehemaligen Zirkuspartner Nick Cravat, der in einer stummen Nebenrolle als lustiger Sidekick auftrat, führte er ohne Stuntdouble zahlreiche akrobatische Kunststücke aus. Kurz vor den Dreharbeiten waren Cravat und Lancaster für die Rekordgage von 11.000 Dollar pro Woche außerdem zwei Wochen lang im Cole-Brother-Zirkus aufgetreten.

### 1950–1955
In Mister 880 (1950) spielte Lancaster einen sympathischen Agenten, der einem älteren Banknotenfälscher auf der Spur ist. In seinem ersten Western Tal der Rache (1951) war er als Cowboy zu sehen, der gegen seinen intriganten Bruder kämpft. Lancaster war während seiner gesamten Karriere an Filmen interessiert, die gesellschaftliche und soziale Fragen ansprachen, und übernahm 1951 die Hauptrolle in Jim Thorpe – All-American, einer Filmbiografie des gleichnamigen indianischen Athleten, der Anfang des Jahrhunderts bei den olympischen Spielen antrat und später zum Alkoholiker wurde. Nachdem er in dem Abenteuerfilm Frauenraub in Marokko (1951) einen Fremdenlegionär gespielt hatte, drehte Lancaster 1952 mit Der rote Korsar, einer weiteren Hecht-Hill-Lancaster-Produktion, einen seiner bis heute populärsten Filme. Der humoristische Piratenfilmklassiker war nach der Erfolgsformel von Der Rebell konzipiert und zeigte den Star (als Piratenkapitän Vallo) sowie seinen stummen Partner Cravat erneut als listige Freiheitskämpfer, die ausgiebig ihre akrobatischen Fähigkeiten demonstrieren. Bei diesen Szenen führte Lancaster selbst Regie.
Nach Der rote Korsar war Lancaster in dem Filmdrama Kehr zurück, kleine Sheba in der völlig gegensätzlichen Rolle eines schwächlichen Ehemannes zu sehen. Auf das Seeabenteuer Flucht aus Shanghai (1953) folgte die Romanverfilmung Verdammt in alle Ewigkeit von Fred Zinnemann, in der Lancaster als ein Kompaniefeldwebel (First Sergeant) zu sehen war, der vor dem geschichtlichen Hintergrund des Angriffs auf Pearl Harbor eine Affäre mit einer unglücklich verheirateten Frau (Deborah Kerr) beginnt. Für Schlagzeilen sorgten die für die damalige Zeit gewagten Liebesszenen an einem einsamen Strand. Der Film avancierte zu einem Klassiker und bescherte Lancaster seine erste Oscarnominierung als Schauspieler.
Nach einem erneuten Seeabenteuer (Weißer Herrscher über Tonga, 1953) trat Lancaster 1954 unter der Regie von Robert Aldrich in dem Western Massai als rebellischer Indianer auf, der am Ende sesshaft wird. Es war der erste von vier Filmen, die der Schauspieler unter Aldrich drehte, der auch Regie bei Lancasters nächstem Western Vera Cruz (1954) führte, einer aufwändigen Hecht-Hill-Lancaster-Produktion, die teilweise vor Ort in Mexiko gedreht wurde. Neben Lancaster in der Rolle eines amoralischen Abenteurers war als gleichrangiger Partner der erfahrene Westerndarsteller Gary Cooper zu sehen. Vera Cruz wurde zu einem großen Publikumserfolg und ein einflussreicher Klassiker seines Genres, an dem sich auch viele Italowestern der 1960er Jahre orientierten.
1955 debütierte Lancaster mit dem Western Der Mann aus Kentucky als Filmregisseur und spielte einen Vater, der mit seinem Sohn von Kentucky nach Texas auswandert. Da Lancaster die Doppelbelastung als Regisseur und Hauptdarsteller nicht zusagte und der Film bei Kritik und Publikum keine gute Resonanz fand, entschied er sich, zunächst nicht mehr als Regisseur zu arbeiten. Lancaster war als dominante Persönlichkeit bekannt und oft mit an der Regie seiner Filme beteiligt, was zu Konflikten mit Regisseuren führte.

### 1955–1959
Mit dem Film Marty, in dem Ernest Borgnine als verliebter Schlachter in mittleren Jahren zu sehen war, konnten Hecht-Hill-Lancaster 1955 einen großen Erfolg feiern. Das realitätsbezogene Drama (an dem Lancaster nicht als Schauspieler beteiligt war) erhielt drei Oscars (bester Film, bestes Drehbuch, beste Hauptrolle) und war ein großer kommerzieller Erfolg. Nachdem er an der Seite von Anna Magnani (die für ihre Darstellung mit einem Oscar ausgezeichnet wurde) in Die tätowierte Rose als verliebter Lastwagenfahrer aufgetreten war, spielte er unter der Regie von Carol Reed in Trapez (1956) einen verbitterten Trapezartisten, der nach einem Sturz aus der Zirkuskuppel verkrüppelt ist und zum Mentor eines ehrgeizigen Nachwuchsakrobaten (Tony Curtis) wird. Lancaster konnte bei den spektakulären Trapezszenen auf seine eigenen Erfahrungen als Zirkusakrobat zurückgreifen.
In Der Regenmacher (1956) war Lancaster in der Rolle eines wortgewandten Bauernfängers zu sehen. Für Zwei rechnen ab (1957) trat er erneut mit Kirk Douglas vor die Kamera. Dieser aufwändig produzierte Edelwestern von John Sturges erzählte die Geschichte der Freundschaft der Wildwest-Legenden Wyatt Earp (Lancaster) und Doc Holliday (Douglas). Mit diesem Film endete nach elf Jahren die Zusammenarbeit von Burt Lancaster und Hal B. Wallis, der das Projekt als Produzent betreute. Das inhaltlich ambitionierte Filmdrama Dein Schicksal in meiner Hand zeigte Lancaster 1957 neben Tony Curtis als zynischen und manipulativen Broadway-Kolumnisten. Da sich das Publikum mit dem düsteren Film nicht anfreunden konnte, wurde er ein kommerzieller Fehlschlag. Lancaster konnte den Flop mit dem Kriegsfilm U 23 – Tödliche Tiefen (1958) wieder ausgleichen, in dem er an der Seite von Clark Gable als U-Boot-Offizier zu sehen war.
Nach der starbesetzten und von den Kritikern hochgelobten Terence-Rattigan-Verfilmung Getrennt von Tisch und Bett (1958) trat Lancaster 1959 zusammen mit Kirk Douglas in der Shaw-Verfilmung Der Teufelsschüler auf. 1959 produzierten Hecht-Hill-Lancaster das Drama Spring über Deinen Schatten, das Rassenprobleme thematisierte und in dem Lancaster erneut nicht als Schauspieler mitwirkte. 1959 lehnte er, obwohl ihm eine Million Dollar dafür geboten wurde, die Hauptrolle in dem Monumentalfilm Ben Hur ab, die schließlich Charlton Heston übernahm. Lancaster lehnte die Rolle des Judah Ben-Hur ab, da er als Atheist „die aufdringliche Moral der Story“ nicht mochte und das Christentum nicht „bewerben“ wollte.

### 1960–1969
John Huston war 1960 der Regisseur des Westerndramas Denen man nicht vergibt, in dem Lancaster als ein Rancher zu sehen war, der wegen seiner indianischstämmigen Adoptivschwester (Audrey Hepburn) Probleme mit seinen Nachbarn und mit den Kiowa-Indianern bekommt. Für seine Darstellung des hochstaplerischen, dämonisch-suggestiven Wanderpredigers in Elmer Gantry (1960) wurde der Schauspieler mit einem Oscar ausgezeichnet. Weder dieser noch die nachfolgenden Filme von Hecht-Hill-Lancaster konnten aber an die kommerziellen Erfolge der 1950er Jahre anknüpfen. Nach dem engagierten Film Die jungen Wilden (1960), der die Jugendkriminalität zum Thema hatte und in dem Lancaster als Staatsanwalt zu sehen war, hatte der Schauspieler einen Auftritt in Stanley Kramers Film Urteil von Nürnberg (1961), der, mit zahlreichen Stars besetzt, den Verlauf des Nürnberger Juristenprozesses schilderte. In der Rolle des deutschen Juristen Janning, der als einziger seine moralischen Verfehlungen während der Nazi-Diktatur eingesteht, gestaltete Lancaster einige der einprägsamsten Szenen des Films.
Mit Der Gefangene von Alcatraz (1962) begann Lancaster seine Zusammenarbeit mit dem Regisseur John Frankenheimer, mit dem er fünf Filme drehte. Mit der Rolle des Langzeitgefangenen Robert Stroud, der während seiner Haft zu einem Vogelexperten wird, baute der Schauspieler sein Renommee als Charakterdarsteller weiter aus. 1963 war Lancaster in Ein Kind wartet als Leiter einer Anstalt für geistig behinderte Kinder zu sehen und hatte außerdem einen humorigen Cameo-Auftritt in John Hustons Thriller Die Totenliste, wo er, verborgen unter dick aufgetragenem Make-up, als eine alte Matrone auftrat.
Im selben Jahr gab ihm der italienische Star-Regisseur Luchino Visconti die Hauptrolle in dem aufwändigen Historienepos Der Leopard, in dem Lancaster als sizilianischer Fürst des 19. Jahrhunderts eine seiner profiliertesten Charakterrollen spielte. Der Leopard gilt als Meisterwerk der Filmgeschichte und etablierte den 50-jährigen Schauspieler als Spezialisten für die Darstellung patriarchalischer Figuren, die er mit großer Autorität versah.
In Der Zug (1964) war Lancaster unter der Regie von John Frankenheimer als französischer Résistance-Kämpfer zu sehen, der einen Zug voll wertvoller Gemälde dem Zugriff der Wehrmacht zu entziehen versucht. Der Polit-Thriller Sieben Tage im Mai (Regie: erneut John Frankenheimer) zeigte den Darsteller an der Seite von Kirk Douglas als rechtsgerichteten General, der in den USA einen Militärputsch plant. Der Privatmann Lancaster war hingegen für seine linksliberale politische Haltung bekannt.
1965 beendete United Artists die Zusammenarbeit mit der Produktionsfirma Hecht-Hill-Lancaster, die zuvor schon mehrere Jahre in finanziellen Schwierigkeiten war.
In der mit großem Aufwand produzierten Westernkomödie Vierzig Wagen westwärts (1965) gab Lancaster einen stark beanspruchten Kavallerieoffizier, der einen Wagentreck voll Whisky vor trunksüchtigen Indianern und renitenten Abstinenzlerinnen beschützen muss. Lancaster war 1966 in dem Western Die gefürchteten Vier als Glücksritter und Sprengstoffspezialist zu sehen und trat 1968 in dem ungewöhnlichen Film Der Schwimmer nach dem Roman von John Cheever auf, der allegorisch von den Lebenslügen der amerikanischen Mittelschicht erzählt. Lancaster absolvierte den gesamten Film nur mit einer Badehose bekleidet und trat in einer kurzen Szene sogar ganz ohne Kleidung auf, wobei nur sein Schambereich verdeckt war.
1968 trat er auch in dem Western Mit eisernen Fäusten auf. 1969 spielte Lancaster in dem Drama Die den Hals riskieren einen alternden Fallschirmspringer, der sich unglücklich verliebt, und einen Major in dem Kriegsdrama Das Schloss in den Ardennen. Keiner der Filme, die der Schauspieler in den späten 1960er Jahren drehte, fand bei der zeitgenössischen Kritik oder an den Kinokassen eine positive Resonanz.
1969 ließen sich Burt Lancaster und Norma Anderson nach 23 Ehejahren scheiden. Im selben Jahr absolvierte Lancaster seinen ersten Fernsehauftritt, als er in der Sesamstraße das Alphabet aufsagte.

### 1970–1979
Mit dem aufwändig produzierten Katastrophenfilm Airport, in dem viele Stars mitwirkten, gelang Lancaster, der in der Rolle eines Flughafendirektors zu sehen war, 1970 nochmals ein großer kommerzieller Erfolg – von dem der Schauspieler finanziell enorm profitierte, da er mit zehn Prozent an den weltweiten Einnahmen beteiligt war. Später erklärte er allerdings, der Film sei „das schlimmste Stück Dreck, das je produziert wurde“. 1970 lehnte Lancaster die Titelrolle in dem Kriegsfilm Patton – Rebell in Uniform ab, die dann an George C. Scott ging. 1972 bemühte er sich um die Hauptrolle in dem Gangsterepos Der Pate, die aber Marlon Brando zugesprochen wurde. Nachdem er 1972 den demokratischen Präsidentschaftskandidaten George McGovern unterstützt hatte, stand Lancaster, zusammen mit Schauspielkollegen wie Gene Hackman oder Paul Newman, auf der „Feindesliste“ von Präsident Richard Nixon.
Wie die meisten Hollywood-Stars seiner Generation konnte Lancaster in den 1970er Jahren kaum noch an frühere Erfolge anknüpfen und musste jüngeren Schauspielern des New-Hollywood-Kinos Platz machen. Anfang des Jahrzehnts spielte er mehrfach gereifte Westernhelden, wie den Kavalleriescout McIntosh in Robert Aldrichs hartem, illusionslosem Indianerwestern Keine Gnade für Ulzana (1972). 1973 trat er neben Alain Delon in dem Thriller Scorpio, der Killer als CIA-Veteran auf, der von Kollegen gejagt wird. Der damals 60-jährige Lancaster, der sich körperlich stets in Form hielt, absolvierte für den Film mehrere Stuntszenen und Verfolgungsjagden.
1974 wurde er erneut von Luchino Visconti engagiert und spielte in Gewalt und Leidenschaft einen weltabgewandten Professor, der eine Wohnung in seinem Haus an jüngere Leute vermietet und sich dadurch gezwungen sieht, sich mit der Jugend und dem eigenen Alter auseinanderzusetzen. Im selben Jahr inszenierte Lancaster auch seinen zweiten Film, den Thriller Der Mitternachtsmann, in dem er außerdem die Titelrolle spielte, der aber dennoch wenig Beachtung fand. 1974 übernahm er für die Serie Moses – Der Gesetzgeber erstmals eine Hauptrolle in einer Fernsehproduktion.
Bernardo Bertolucci gab Lancaster 1976 in seinem aufwändig produzierten Italien-Epos 1900 die Rolle eines alternden Großgrundbesitzers. Robert Altman besetzte ihn im selben Jahr als Wildwest-Impresario in Buffalo Bill und die Indianer. Außerdem war er in dem Fernsehfilm Unternehmen Entebbe als Shimon Peres zu sehen. In der H.-G.-Wells-Verfilmung von Die Insel des Dr. Moreau (1977) trat Lancaster als größenwahnsinniger Wissenschaftler Dr. Moreau in Erscheinung und hatte in einer Nebenrolle ein letztes Mal Nick Cravat an seiner Seite, der zuvor bereits in neun seiner Filme aufgetreten war.
In der zweiten Hälfte der 1970er Jahre spielte Lancaster in mehreren Thrillern (Treffpunkt Todesbrücke, 1976, Das Ultimatum, 1977) und Kriegsfilmen (Die letzte Schlacht, 1978) ältere Armeeoffiziere, konnte aber mit keinem dieser Filme an frühere Erfolge anknüpfen. 1978 wirkte er als Kommentator an der 20-teiligen amerikanischen Fernsehserie Der unvergessene Krieg mit. Die Serie zeichnete den Verlauf des Zweiten Weltkriegs aus der Perspektive der Roten Armee nach.
Burt Lancaster zählte im ehemaligen Ostblock zu den bekanntesten westlichen Schauspielern und reihte sich damit in die Liste mit Audrey Hepburn, Doris Day, Roger Moore, John Wayne und Charlie Chaplin ein.

### 1980–1994
In Louis Malles komödiantischem Kriminalfilm Atlantic City war der 67-jährige Lancaster 1980 als Kleinganove zu sehen, der sich in eine jüngere Frau (Susan Sarandon) verliebt. Kritik und Publikum reagierten positiv auf den Film und auf Lancasters Darstellung. Der Schauspieler wurde mit einer Oscar-Nominierung geehrt (insgesamt war der Film fünffach nominiert), verlor aber gegen Henry Fonda. Auch Bill Forsyths poetische Komödie Local Hero (1983) hielt für Lancaster eine lohnende Altersrolle parat: Als exzentrischer Öl-Baron Happer plant er zunächst eine Raffinerie an der Küste Schottlands, ist dann aber von der Landschaft und den dort lebenden Menschen so fasziniert, dass er seine Pläne ändert und stattdessen eine Sternwarte bauen will. 1984 spielte er in Sam Peckinpahs Thriller Das Osterman Weekend den Direktor der CIA.
1983 unterzog sich Lancaster einer Herzoperation, von der er sich nur langsam erholte. Er konnte daher nicht, wie zunächst vorgesehen, in dem Gefängnisdrama Kuß der Spinnenfrau (1985) die Rolle des homosexuellen Friseurs spielen, mit der William Hurt einen großen Erfolg feiern sollte.
In den 1980er Jahren trat Burt Lancaster vermehrt in Fernsehserien wie Marco Polo (1982) und Auf den Schwingen des Adlers (1986) in Erscheinung. 1986 war er in dem deutschen Mehrteiler Väter und Söhne zu sehen, der die Geschichte einer deutschen Industriedynastie zwischen 1911 und 1947 erzählt und in dem Lancaster als Geheimrat und Firmenoberhaupt auftrat.
1986 spielte der 73-jährige Lancaster ein letztes Mal an der Seite seines Langzeitpartners Kirk Douglas, mit dem er seit 1948 in sieben Filmen aufgetreten war. In der Krimikomödie Archie und Harry – Sie können’s nicht lassen waren die beiden Stars als betagte Zugräuber zu sehen, die nach einer 30-jährigen Gefängnisstrafe noch einmal ihrem „Handwerk“ nachgehen.

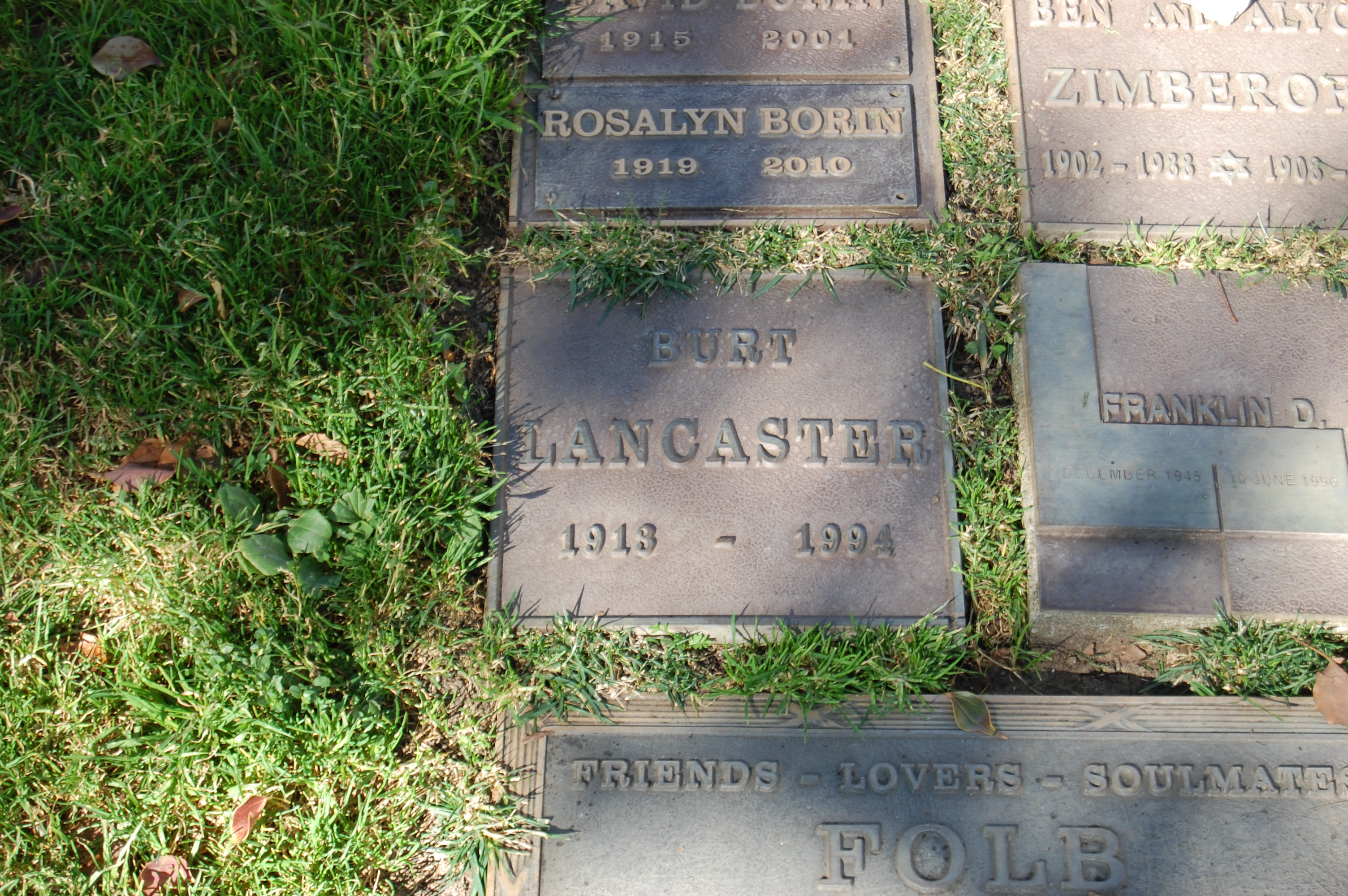
Lancasters Grab auf dem Westwood Village Memorial Park Cemetery

Seinen letzten Auftritt in einem Kinofilm absolvierte Lancaster 1989 neben Kevin Costner in der poetischen Baseball-Komödie Feld der Träume als geheimnisvoller Dr. „Moonlight“ Graham. Im gleichen Jahr sollte er auch an der Seite von Jane Fonda als Schriftsteller Ambrose Bierce die männliche Hauptrolle in dem Film Old Gringo übernehmen. Nachdem Columbia Pictures ihn wegen seiner angegriffenen Gesundheit durch Gregory Peck ersetzt hatte, verklagte er die Produktionsgesellschaft.
Im November 1990 erlitt Lancaster einen Schlaganfall, durch den auch sein Sprachzentrum beeinträchtigt wurde, sodass er nicht mehr als Schauspieler arbeiten konnte. 1991 heiratete er seine dritte Frau Susan Martin. Lancaster verbrachte seine letzten Jahre zurückgezogen und starb am 20. Oktober 1994, knapp zwei Wochen vor seinem 81. Geburtstag an einem Herzinfarkt. Zuvor war im selben Jahr bereits sein Langzeitpartner Nick Cravat verstorben. Lancasters Grab befindet sich auf dem Westwood Village Memorial Park Cemetery in Los Angeles.

### Sonstiges
Nachdem die Beatles 1964 bei ihrem ersten Los-Angeles-Aufenthalt Burt Lancaster besucht hatten, schickte er Ringo Starr, der sich bei Lancaster als Cowboy verkleidet hatte, zwei echte Pistolen mit Pistolenholster.
Lancasters Sohn Bill (1947–1997) schrieb das Drehbuch zu John Carpenters Film Das Ding aus einer anderen Welt.

## Filmografie
- 1946: Rächer der Unterwelt (The Killers)
- 1947: Zelle R 17 (Brute Force)
- 1947: Desert Fury – Liebe gewinnt (Desert Fury)
- 1947: Mädchen für Hollywood (Variety Girl) (Gastauftritt)
- 1948: Vierzehn Jahre Sing-Sing (I Walk Alone)
- 1948: Alle meine Söhne (All My Sons)
- 1948: Bis zur letzten Stunde (Kiss the Blood Off My Hands)
- 1948: Du lebst noch 105 Minuten (Sorry, Wrong Number)
- 1949: Gewagtes Alibi (Criss Cross)
- 1949: Blutige Diamanten (Rope of Sand)
- 1950: Der Rebell (The Flame and the Arrow)
- 1950: Mister 880
- 1951: Tal der Rache (Vengeance Valley)
- 1951: Frauenraub in Marokko (Ten Tall Men)
- 1951: Jim Thorpe – All-American
- 1952: Der rote Korsar (The Crimson Pirate) (auch Produzent)
- 1952: Kehr zurück, kleine Sheba (Come Back, Little Sheba)
- 1953: Verdammt in alle Ewigkeit (From Here to Eternity)
- 1953: Flucht aus Shanghai (South Sea Woman)
- 1953: Three Sailors and a Girl (Cameo-Auftritt)
- 1954: Weißer Herrscher über Tonga (His Majesty O’Keefe) (auch Produzent)
- 1954: Massai (Apache) (auch Produzent)
- 1954: Vera Cruz (auch Produzent)
- 1954: Red Skelton Revue (Gastauftritt, Fernsehserie)
- 1955: Der Mann aus Kentucky (The Kentuckian) (auch Regisseur)
- 1955: Die tätowierte Rose (The Rose Tattoo)
- 1955: Marty (Produzent)
- 1956: Der Regenmacher (The Rainmaker)
- 1956: Trapez (Trapeze) (auch Produzent)
- 1956: Zwei rechnen ab (Gunfight at the O.K. Corral)
- 1957: Dein Schicksal in meiner Hand (Sweet Smell of Success) (auch Produzent)
- 1958: U 23 – Tödliche Tiefen (Run Silent, Run Deep)
- 1958: Getrennt von Tisch und Bett (Separate Tables)
- 1959: Der Teufelsschüler (The Devil’s Disciple)
- 1959: Spring über deinen Schatten (Take a Giant Step) (Produzent)
- 1960: Denen man nicht vergibt (The Unforgiven) (auch Produzent)
- 1960: Elmer Gantry
- 1961: Die jungen Wilden (The Young Savages)
- 1961: Urteil von Nürnberg (Judgment at Nuremberg)
- 1962: Der Gefangene von Alcatraz (Birdman of Alcatraz)
- 1963: Ein Kind wartet (A Child Is Waiting)
- 1963: Der Leopard (Il gattopardo)
- 1963: Die Totenliste (The List of Adrian Messenger) (Cameo-Auftritt)
- 1964: Der Zug (The Train)
- 1964: Sieben Tage im Mai (Seven Days in May)
- 1965: Vierzig Wagen westwärts (The Hallelujah Trail)
- 1966: Die gefürchteten Vier (The Professionals)
- 1967: All about People (Erzähler, Kurzfilm)
- 1968: Mit eisernen Fäusten (The Scalphunters)
- 1968: Der Schwimmer (The Swimmer) (auch Produzent)
- 1969: Die den Hals riskieren (The Gypsy Moths)
- 1969: Das Schloß in den Ardennen (Castle Keep)
- 1970: Airport
- 1971: Valdez (Valdez Is Coming)
- 1971: Lawman
- 1972: Keine Gnade für Ulzana (Ulzana’s Raid) (auch Produzent)
- 1973: Scorpio, der Killer (Scorpio)
- 1973: Unternehmen Staatsgewalt (Executive Action)
- 1974: Gewalt und Leidenschaft (Gruppo di famiglia in un interno)
- 1974: Der Mitternachtsmann (The Midnight Man) (auch Regisseur, Produzent und Drehbuchautor)
- 1974: Moses (Mosè) (Fernseh-Miniserie)
- 1976: 1900 (Novecento)
- 1976: Treffpunkt Todesbrücke (Cassandra Crossing)
- 1976: Unternehmen Entebbe (Victory at Entebbe) (Fernsehfilm)
- 1976: Buffalo Bill und die Indianer (Buffalo Bill and the Indians, or Sitting Bull’s History Lesson)
- 1977: Die Insel des Dr. Moreau (The Island of Dr. Moreau)
- 1977: Das Ultimatum (Twilight’s Last Gleaming)
- 1978: Die letzte Schlacht (Go Tell the Spartans)
- 1978: Der unvergessene Krieg (The Unknown War, Fernsehserie)
- 1979: Die letzte Offensive (Zulu Dawn)
- 1980: Atlantic City, USA (Atlantic City)
- 1981: Zwei Mädchen und die Doolin-Bande (Cattle Annie and Little Britches)
- 1981: Die Haut (La pelle)
- 1982: Verdi (als Erzähler, Fernsehminiserie)
- 1982: Marco Polo (Fernseh-Miniserie)
- 1983: Local Hero
- 1983: Das Osterman Weekend (The Osterman Weekend)
- 1985: Staubige Dollars (Little Treasure)
- 1985: Tödliche Schlagzeilen (Scandal Sheet)
- 1986: Väter und Söhne (Fernsehminiserie)
- 1986: Archie und Harry – Sie können’s nicht lassen (Tough Guys)
- 1986: Auf den Schwingen des Adlers (On Wings of Eagles) (Fernsehminiserie)
- 1986: Barnum (Fernsehfilm)
- 1987: Control (Il giorno prima)
- 1988: Rocket Gibraltar
- 1989: Feld der Träume (Field of Dreams)
- 1989: Der Laden des Goldschmieds (The Jeweller)
- 1989: Die Verlobten (I promessi sposi) (Fernsehminiserie)
- 1990: Das Phantom der Oper (The Phantom of the Opera) (Fernsehfilm)
- 1990: Die Entführung der Achille Lauro (Voyage of Terror: The Achille Lauro Affair) (Fernsehfilm)
- 1991: Gleichheit kennt keine Farbe (Separate But Equal) (Fernsehfilm)

## Synchronisation
Burt Lancaster hatte keinen Standardsprecher, sondern wurde im Lauf der Jahrzehnte von vielen bekannten deutschen Sprechern synchronisiert. Häufig eingesetzt wurden Horst Niendorf (13-mal), Curt Ackermann (achtmal), Wolfgang Lukschy (sechsmal) und Wilhelm Borchert (viermal). Ab den späten 1960er Jahren wurde er zunehmend von Holger Hagen (elfmal) gesprochen.

## Auszeichnungen (Auswahl)
Oscar
- 1954: Nominierung in der Kategorie Bester Hauptdarsteller für Verdammt in alle Ewigkeit
- 1961: Bester Hauptdarsteller für Elmer Gantry
- 1963: Nominierung in der Kategorie Bester Hauptdarsteller für Der Gefangene von Alcatraz
- 1982: Nominierung in der Kategorie Bester Hauptdarsteller für Atlantic City, USA

Golden Globe Award
- 1957: Nominierung in der Kategorie Bester Hauptdarsteller – Drama für Der Regenmacher
- 1961: Bester Hauptdarsteller – Drama für Elmer Gantry
- 1963: Nominierung in der Kategorie Bester Hauptdarsteller – Drama für Der Gefangene von Alcatraz
- 1982: Nominierung in der Kategorie Bester Hauptdarsteller – Drama für Atlantic City, USA
- 1991: Nominierung in der Kategorie Bester Hauptdarsteller – Mini-Serie oder TV-Film für Das Phantom der Oper

British Academy Film Award
- 1961: Nominierung in der Kategorie Bester ausländischer Hauptdarsteller für Elmer Gantry
- 1963: Bester ausländischer Hauptdarsteller für Der Gefangene von Alcatraz
- 1982: Bester Hauptdarsteller für Atlantic City, USA
- 1984: Nominierung in der Kategorie Bester Nebendarsteller für Local Hero

David di Donatello
- 1974: Ehrenpreis für sein Lebenswerk
- 1975: Bester ausländischer Darsteller für Gewalt und Leidenschaft
- 1981: Bester ausländischer Darsteller für Atlantic City, USA

Weitere
- 1956: Silberner Bär als bester Darsteller bei den Internationalen Filmfestspielen Berlin für Trapez
- 1957: Bronzener Bravo Otto der Jugendzeitschrift Bravo
- 1958: Stern auf dem Hollywood Walk of Fame (6801 Hollywood Blvd.)
- 1962: Coppa Volpi als bester Darsteller bei den Internationalen Filmfestspielen von Venedig für Der Gefangene von Alcatraz
- 1982: National Society of Film Critics Award in der Kategorie Bester Hauptdarsteller für Atlantic City, USA
- 1991: Screen Actors Guild Life Achievement Award für sein Lebenswerk und seine Verdienste um die Schauspielerei